# Eutardigrada
Eutardigrada é uma classe do filo Tardigrada, do reino Animal.